# Alexandra Jiménez
Alexandra Jiménez Arrechea (Zaragoza, 4 de enero de 1980) es una actriz española que se dio a conocer cómo África Sanz en la serie televisiva Los Serrano. Posteriormente, obtuvo papeles protagonistas en series como La pecera de Eva (2010-2011), La zona (2017) o El inocente (2021) y en películas como Spanish Movie (2009), Toc Toc (2017) o Si yo fuera rico (2019).

## Biografía
Alexandra Jiménez Arrechea nació el 4 de enero de 1980 en Zaragoza (España). Empezó a estudiar ballet en el Estudio de Danza de María de Ávila en Zaragoza, siguiendo los pasos de su hermana, a la vez que estudiaba en el colegio, si bien lo hacía la mayor parte del tiempo a distancia. Llegó a ser bailarina profesional a los 15 años cuando estuvo trabajando en el Ballet Nacional de Cuba como bailarina, pero una lesión en el pie derecho le hizo replantearse su futuro y enfocarlo al arte dramático, algo que siempre había querido hacer incluso antes de ser bailarina. Cursó su estudios de interpretación en la Escuela Universitaria de Artes TAI de Madrid.

## Trayectoria profesional
Sus primeros pasos en el mundo interpretativo, los compaginó con el segundo curso de su formación con intervenciones en series televisivas como Periodistas, Policías, en el corazón de la calle o Compañeros. Así como su primer papel cinematográfico en la película La fiesta, dirigida por Manuel Sanabria y Carlos Villaverde. No obstante, el papel que la hizo conocida para el público fue el de África Sanz, la sufrida compañera de Raúl (Alejo Sauras) y amiga de Eva (Verónica Sánchez) en la serie de televisión Los Serrano, que le valió su primera nominación a los Premios de la Unión de Actores como actriz de reparto y que le haría convertirse más adelante en una de las protagonistas de la serie. En junio de 2006 fue galardonada con el Premio Aragoneses del año en el apartado de Cultura en la gala que celebra anualmente El Periódico de Aragón desde el año 1994.
Al finalizar Los Serrano, se incorporó al reparto de la serie La familia Mata con un papel protagonista como Eva Mata durante la tercera y última temporada de la serie. En diciembre de 2009 estrenó la comedia Spanish Movie, dirigida por Javier Ruiz Caldera, que protagonizó junto a Carlos Areces y Silvia Abril, y que fue un gran éxito de taquilla. Desde enero de 2010 y hasta diciembre de 2011 fue la protagonista de la serie de televisión La pecera de Eva, donde interpretaba a una psicóloga (Eva Padrón) poco convencional que ayudaba a los adolescentes de un instituto zamorano y en la que compartía escenario con actores como Joel Bosqued o Ana del Rey. Con este personaje consiguió su segunda nominación a los Premios de la Unión de Actores y Actrices como actriz protagonista y recibió el premio a mejor actriz de televisión en el festival de cine y televisión de León, así como el premio Cosmopolitan a la mejor actriz de televisión. En febrero de 2011 estrenó en el cine la comedia de Borja Cobeaga No controles, que protagonizó junto a Unax Ugalde y Julián López.

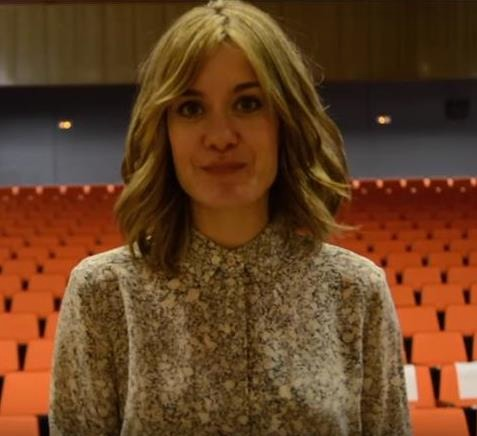
Jiménez en la presentación de una obra teatral en 2015.

En febrero de 2012 estrenó la película Promoción fantasma, de nuevo dirigida por Javier Ruiz Caldera, donde interpretó a Tina, la directora de un instituto habitado por cinco fantasmas, entre ellos Andrea Duro, Jaime Olías o Anna Castillo; que junto con Modesto (Raúl Arévalo), tratará de que el instituto siga adelante. En el año 2013 protagonizó la serie de Telecinco Familia, junto Santiago Ramos y Juana Acosta entre otros, que contó solamente con una temporada en emisión debido a su baja audiencia. En enero de 2014 fue la conductora de la primera gala de los Premios Feroz. Ese mismo año, junto al actor Daniel Grao, protagonizó el cortometraje Café para llevar, dirigido por Patricia Font y ganador del premio Goya al mejor cortometraje del año 2015. Con este cortometraje recibió algunos galardones como el premio a la mejor interpretación femenina en el Cabbagatown Short Film and video Festival Awards de Toronto (Canadá).
En el año 2015 estrenó varias películas: en junio participó con un papel secundario, en la ópera prima de Leticia Dolera Requisitos para ser una persona normal; en septiembre, y una vez más con Javier Ruiz Caldera como director, estrenó Anacleto: agente secreto, junto a Imanol Arias y Quim Gutiérrez. También estrenó Los miércoles no existen, de Peris Romano, una comedia coral en la que participaron actores como Eduardo Noriega, Inma Cuesta o William Miller y Barcelona, noche de invierno, otra película coral, esta vez dirigida por Dani de la Orden. Ese mismo año, presentó la quinta temporada del programa de El club de la comedia, en sustitución de Eva Hache. Un año después, fue sustituida por la actriz y cómica Ana Morgade para la sexta temporada del programa.
En 2016 protagonizó la película Embarazados junto a Paco León y dirigida por Juana Macías. El mismo año, también protagonizó Nacida para ganar, dirigida por Vicente Villanueva, junto a Victoria Abril y Cristina Castaño, y formó parte del reparto de la película Kiki, el amor se hace, una comedia dirigida por Paco León. Además, también puso voz, junto a Quim Gutiérrez, a la villana Scarlet Overkill de la película de dibujos animados Minions. En noviembre de 2016 estrenó la película 100 metros junto a Dani Rovira y Karra Elejalde, un drama sobre la esclerosis múltiple dirigido por Marcel Barrena, por la cual recibió el Premio Gaudí a mejor actriz de reparto en la novena edición de los premios entregados por la Academia del Cine Catalán en el Auditorio del Forum de Barcelona. También participó en un episodio de la serie de Televisión Española El Ministerio del Tiempo, dando vida a Julia Lozano.

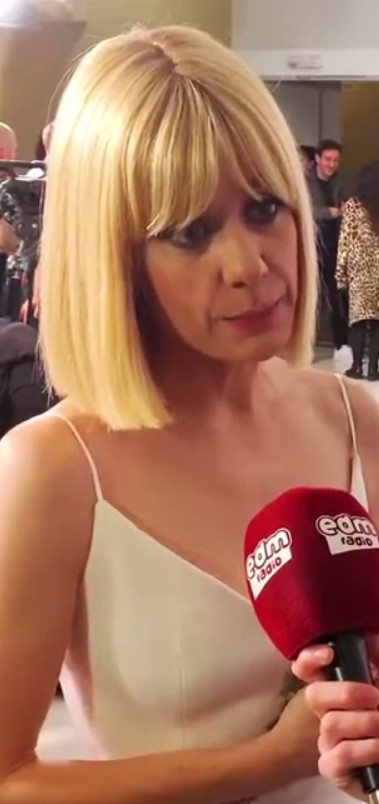
Alexandra Jiménez en 2019.

En octubre de 2017 fue una de las protagonistas de la comedia Toc Toc, dirigida por Vicente Villanueva, donde interpretó a Blanca, una mujer obsesionada con los gérmenes y las bacterias. Ese mismo mes, estrenó la serie policíaca La zona en Movistar Plus+, donde interpretó a la protagonista, Julia Martos, una médica militar. Un año después, protagonizó la cinta Las distancias, dirigida por Elena Trapé, por la que consiguió la Biznaga de Plata a la mejor actriz en el Festival de Málaga, y por la que fue nominada como mejor protagonista femenina en los Premios Gaudí, Premios Feroz y Premios Forqué. También fue coprotagonista en la superproducción de Telecinco Cinema Superlópez, donde interpretó a Luisa Salas, la compañera sentimental de Superlópez (Dani Rovira).
En enero de 2019 estrenó la comedia romántica Gente que viene y bah, dirigida por Patricia Font. Días después, comenzó a protagonizar la serie de TVE Hospital Valle Norte, donde interpretó a Paula Díaz del Pino, una cirujana que llega al hospital para hacerse cargo del área de cirugía, que se mantuvo en antena durante una temporada. En octubre del mismo año, dio el salto a Argentina para protagonizar la serie Atrapa a un ladrón, emitida en Telefe y Prime Video. Un mes después, estrenó en cines la comedia Si yo fuera rico, dirigida por Álvaro Fernández Armero y distribuida por Telecinco Cinema. También ese año, se anunció su papel protagonista en la serie original de Netflix El inocente, que se estrenó en la plataforma en abril de 2021, interpretando a la inspectora Lorena Ortiz en el thriller dirigido por Oriol Paulo, que obtuvo reconocimiento internacional.
En 2021 comenzó el rodaje de la película Vasil, con Karra Elejalde y Susi Sánchez, dirigida por Avelina Prat y con la participación por RTVE. Además, se anunció su participación en la película Historias para no contar, dirigida por Cesc Gay. En 2023 estrenó el largometraje Bajo terapia, dirigida por Gerardo Herrero y basada en la obra teatral del mismo nombre sobre una psicóloga que propone a tres parejas una sesión grupal donde se tendrán que analizar entre ellos y sin su presencia. También estrenó la película cómica La ternura, interpretando a la Princesa Rubí.
En 2024 protagonizó la comedia romántica Buscando a Coque, junto a Hugo Silva y Coque Malla. Ese mismo año también estrenó la comedia social basada en hechos reales Menudas piezas, producida por Mediaset España.

## Vida privada
Desde hace años su pareja es el actor Luis Rallo, con el que trabajó en la obra de teatro Un pequeño juego sin consecuencias (2006), así como en las mencionadas series de televisión Los Serrano, La pecera de Eva y Hospital Valle Norte. En enero de 2022 se dio a conocer que habían sido padres por primera vez de una niña nacida a mediados de 2021.

## Filmografía

### Cine
| Año  | Título                                 | Personaje         | Director                            | Notas            |
| ---- | -------------------------------------- | ----------------- | ----------------------------------- | ---------------- |
| 2003 | Los anillos de Saturno                 | Valeria           | Manuel Sanabria                     | Cortometraje     |
| 2003 | La fiesta                              | Trini             | Manuel Sanabria y Carlos Villaverde |                  |
| 2003 | Historia de un ciudadano               | Chica pastilla    | Pablo Salvatierra                   | Cortometraje     |
| 2003 | Low bat                                | Gánster           | Felipe Martínez Amador              | Cortometraje     |
| 2004 | Demonios de corta vista                | Isabel            | Javier Kühn                         | Cortometraje     |
| 2005 | El mono de Hamlet                      | Eva / Mono        | Alberto Chessa                      | Cortometraje     |
| 2005 | A Mario                                | Ana               | Papick Lozano                       | Cortometraje     |
| 2007 | No quiero                              | Alex              | Virginia Rodríguez                  | Cortometraje     |
| 2008 | Fuera de carta                         | Paula             | Nacho G. Velilla                    |                  |
| 2008 | Vámonos de aquí                        | Ella              | Nydia García                        | Cortometraje     |
| 2009 | Spanish Movie                          | Ramira            | Javier Ruiz Caldera                 |                  |
| 2009 | El maniquí                             | Victoria          | Sandra Elvira Pérez y Juan Soriano  | Cortometraje     |
| 2010 | A o B                                  | La Actriz         | Leticia Dolera                      | Cortometraje     |
| 2011 | No controles                           | Bea               | Borja Cobeaga                       |                  |
| 2012 | Promoción fantasma                     | Tina Escalonilla  | Javier Ruiz Caldera                 |                  |
| 2013 | Excel                                  | Rebeca            | Guillermo Fernández Groizard        | Cortometraje     |
| 2013 | Esto no es una cita                    | Andrea            | Guillermo Fernández Groizard        |                  |
| 2013 | Casi inocentes                         | Elena             | Papick Lozano                       |                  |
| 2013 | Las brujas de Zugarramurdi             | Sonia             | Álex de la Iglesia                  |                  |
| 2014 | Café para llevar                       | Alicia            | Patricia Font                       | Cortometraje     |
| 2014 | No digas nada                          | Ella              | Silvia Abascal                      | Cortometraje     |
| 2015 | Requisitos para ser una persona normal | Cristina Pi       | Leticia Dolera                      |                  |
| 2015 | Minions                                | Scarlett Overkill | Pierre Coffin                       | Papel de doblaje |
| 2015 | Anacleto: agente secreto               | Katia             | Javier Ruiz Caldera                 |                  |
| 2015 | Los miércoles no existen               | Irene             | Peris Romano                        |                  |
| 2015 | Barcelona, noche de invierno           | Alba              | Dani de la Orden                    |                  |
| 2016 | Embarazados                            | Alina             | Juana Macías                        |                  |
| 2016 | La noche de todos los santos           | Reportera         | Gonzalo Vallecas                    | Cortometraje     |
| 2016 | Kiki, el amor se hace                  | Sandra            | Paco León                           |                  |
| 2016 | Nacida para ganar                      | Encarna           | Vicente Villanueva                  |                  |
| 2016 | 100 metros                             | Inma Puig         | Marcel Barrena                      |                  |
| 2016 | La llave de la felicidad               | Nuria             | Roger Delmont                       |                  |
| 2017 | Toc Toc                                | Blanca            | Vicente Villanueva                  |                  |
| 2018 | Las distancias                         | Olivia            | Elena Trapé                         |                  |
| 2018 | Superlópez                             | Luisa Lanas       | Javier Ruiz Caldera                 |                  |
| 2019 | Gente que viene y bah                  | Irene Vélez       | Patricia Font                       |                  |
| 2019 | Si yo fuera rico                       | Maite             | Álvaro Fernández Armero             |                  |
| 2021 | Imposible decirte adiós                | Paula             | Yolanda Centeno                     | Cortometraje     |
| 2022 | Tadeo Jones 3: La tabla esmeralda      | Victoria Moon     | Enrique Gato                        | Papel de voz     |
| 2022 | Vasil                                  | Luisa             | Avelina Prat                        |                  |
| 2022 | Historias para no contar               | Carolina Segura   | Cesc Gay                            |                  |
| 2023 | Bajo terapia                           | Laura             | Gerardo Herrero                     |                  |
| 2023 | La ternura                             | Princesa Rubí     | Vicente Villanueva                  |                  |
| 2024 | Buscando a Coque                       | Teresa            | Teresa Bellón y César F. Calvillo   |                  |
| 2024 | Menudas piezas                         | Candela           | Nacho G. Velilla                    |                  |

### Televisión
| Año         | Título                              | Personaje                    | Notas                                   |
| ----------- | ----------------------------------- | ---------------------------- | --------------------------------------- |
| 2002        | Policías, en el corazón de la calle | Chica muerta                 | 1 episodio                              |
| 2002        | Periodistas                         | Laura García Castillo        | 1 episodio                              |
| 2002        | Compañeros                          | María                        | 1 episodio                              |
| 2003        | Tres son multitud                   | Valeria Martínez             | Elenco principal; 15 episodios          |
| 2004 – 2008 | Los Serrano                         | África Sanz                  | Elenco principal (T2-T8); 123 episodios |
| 2009        | La familia Mata                     | Eva Mata                     | Elenco principal (T3); 9 episodios      |
| 2010        | No soy como tú                      | Leticia                      | Película para televisión                |
| 2010 – 2011 | La pecera de Eva                    | Eva Padrón                   | Protagonista; 247 episodios             |
| 2011 – 2012 | Cheers                              | Rebeca Santaolalla           | Elenco principal; 9 episodios           |
| 2011        | Rocío Dúrcal, volver a verte        | Susana                       | Telefilme                               |
| 2012        | Frágiles                            | Eva Padrón                   | 1 episodio                              |
| 2013        | Familia: Manual de supervivencia    | Carlota Oquendo              | Elenco principal; 8 episodios           |
| 2015 – 2016 | El club de la comedia               | Ella misma                   | Presentadora (T11); 11 episodios        |
| 2016        | El Ministerio del Tiempo            | Julia Lozano / Teresa Méndez | 1 episodio                              |
| 2017        | La zona                             | Julia Martos                 | Elenco principal; 8 episodios           |
| 2018        | El Continental                      | Ángela                       | 1 episodio                              |
| 2019        | Hospital Valle Norte                | Paula Díaz del Pino          | Protagonista; 10 episodios              |
| 2019        | Atrapa a un ladrón                  | Lola Garay                   | Elenco principal; 10 episodios          |
| 2021        | El inocente                         | Lorena Ortiz                 | Elenco principal; 7 episodios           |
| 2023        | Supernormal                         | María «Pitu» de las Mercedes | 3 episodios (recurrente)                |
| 2023        | Escándalo. Relato de una obsesión   | Inés Molina                  | Protagonista; 8 episodios               |

## Teatro
- Fin del mundo, todos al tren (Alberto Millares 2002).
- Los menecmos (Roberto Cerdá, 2002).
- Siete por siete (Fermín Cabal, 2003).
- 5mujeres.com (2004).
- Hombres, mujeres y punto (2005).
- Un pequeño juego, sin consecuencias (José Luis Alonso de Santos, 2006).
- La fierecilla domada de Shakespeare (2009).

## Otros trabajos
En 2011 participó como protagonista en el videoclip «Como yo no hay dos» de Vega junto con Jordi Mestre. Y también en el videoclip de Marwan «Las cosas que no pude responder» junto con Toni Cantó. En 2012 participó en el videoclip de Vicky Larraz «Earthquake», que supone el regreso a los escenarios de la cantante, junto con su novio Luis Rallo.
En 2013 apoyó públicamente el trabajo de la ONG Red Acoge en favor de la integración de las mujeres inmigrantes.

## Premios y nominaciones
Festival de Málaga
| Año  | Categoría                          | Película       | Resultado |
| ---- | ---------------------------------- | -------------- | --------- |
| 2018 | Biznaga de plata a la mejor actriz | Las distancias | Ganadora  |

Premios Gaudí
| Año  | Categoría                 | Película       | Resultado |
| ---- | ------------------------- | -------------- | --------- |
| 2016 | Mejor actriz secundaria   | 100 metros     | Ganadora  |
| 2018 | Mejor actriz protagonista | Las distancias | Nominada  |

Premios Simón
| Año  | Categoría    | Película       | Resultado |
| ---- | ------------ | -------------- | --------- |
| 2024 | Mejor actriz | Menudas piezas | Ganadora  |

Premios Feroz
| Año  | Categoría                              | Película       | Resultado |
| ---- | -------------------------------------- | -------------- | --------- |
| 2017 | Mejor actriz protagonista de una serie | La zona        | Nominada  |
| 2018 | Mejor actriz protagonista              | Las distancias | Nominada  |

Premios Forqué
| Año  | Categoría                     | Película       | Resultado |
| ---- | ----------------------------- | -------------- | --------- |
| 2018 | Mejor interpretación femenina | Las distancias | Nominada  |

Premios de la Unión de Actores y Actrices
| Año  | Categoría                               | Película                               | Resultado |
| ---- | --------------------------------------- | -------------------------------------- | --------- |
| 2005 | Mejor actriz de reparto de televisión   | Los Serrano                            | Nominada  |
| 2010 | Mejor actriz protagonista de televisión | La pecera de Eva                       | Nominada  |
| 2015 | Mejor actriz de reparto de cine         | Requisitos para ser una persona normal | Nominada  |
| 2017 | Mejor actriz protagonista de televisión | La zona                                | Nominada  |
| 2018 | Mejor actriz protagonista de cine       | Las distancias                         | Nominada  |
| 2024 | Mejor actriz secundaria de cine         | La ternura                             | Nominada  |